# Янів Трифон
Три́фон Я́нів (* 1888, с. Демня, Австро-Угорщина — † червень 1920, м. Бірзула) — український військовий діяч. Доброволець Легіону УСС, генерал-хорунжий Армії УНР.

## Життєпис
Народився у селі Демні на території Австро-Угорщини, працював робітником у Бориславі на нафтопромислах. Навчався в гімназії. У серпні 1914 пішов добровольцем до Легіону Українських Січових стрільців, десятник булавного відділу І полку Легіону.
Брав участь у боях у Карпатах, на Стрипі, Лисоні. У листопаді 1916 року потрапив у російський полон, перебував у таборі в Саратові, з полону втік.
Під час Лютневої революції 1917 року перебував в Одесі. Брав активну участь у діяльності Української військової ради — доручила йому допомогти у вишколі членам молодіжної військової організації «Одеська Січ».
Юрій Липа: «милий товариш та енергійний начальник» здобув величезну популярність серед молоді. «Ми обсіли його, як мухи мед: щось чудесного було в тому — перед нами справжній Усусус! Побожно повторювали його кожний вираз… Перше, чого він навчив нас, це було „Ой у лузі червона калина“, що сталася нашою улюбленою піснею. Пізніш ми забрались до муштри, старанно вчилися чвіркової системи Усусусів…»
Часто, переодягнений у цивільне, ходив вулицями міста, спілкуючись з населенням, з рибалками та сам на далекі острови біля Криму, до Миколаєва, Олешок, Дністром, сягав гирла Дунаю.
З кінця 1917 року — командир військових загонів, один з організаторів антигетьманських повстанських частин на півдні України. Очолив сотню, «піднімав дисципліну м'яко, але безпощадно при відхиленнях». Під час одного з боїв його було серйозно поранено, лікували у лікарні Касперовської общини сестер милосердя.
Після одужання знову очолив сотню, яка в умовах русифікаторських тенденцій гетьмана повністю зберегла боєздатність та фактично залишилася єдиним проукраїнським формуванням в Одесі.
Так був занурений у українські справи, що відмовився від пропозиції восени 1918 року повернутися до Галичини та долучитися до боротьби за ЗУНР, натомість вирушив загін одеської молоді, підготовлений саме Янівим.
Сотня Яніва заявила про свою місію під час захисту «Українського клубу» — містився у Малому провулку, 8 — від репресій Державної варти, яку українці роззброїли. Найбільше сотня відзначилася під час нападу на неї дружин Союзу російських офіцерів.
Голова служби залізниці А. Стрижевський: «панувала одверта реакція, одверто ж і ми виступили на боротьбу з нею. Головні події були під Київом, ми ж були відрізані. Але ж шкідливі ставленики гетьманщини почували, що хоч Антанта прибуває, але ж від гніва народнього їх не спасе. Кидали вони свої посади, їхали за кордон у добровольчу армію, під захист французів. Українське громадянство Одеси, сформувавши своє представництво в філію Національного союзу, зробило свою базу в „сотні Янова“ — єдиній озброєній силі, що була в його розпорядженні, сформованій нібито для охорони мобілізаційного майна з наших кадрів. Союз цей приймав заходи, щоб увійти в порозуміння з французами та населенням, оголосивши владу Директорії, та щоб здати нашим наступаючим військам місто без бою».
З кінця грудня 1918 року — виконувач обов'язків начальника 5-ї пішої дивізії військ Директорії.
У січні 1919 року командував Окремою групою у складі військ Південного фронту генерала Олександра Греківа. Частина Яніва відзначилась у боях з Добровольчою армією під Роздільною. За бойові заслуги урядом УНР призначений командиром дивізії і підвищений у ранзі до отамана (генерал-хорунжого), став наймолодшим генералом в історії Армії УНР.
З початку березня 1919 — командувач Південно-Східної групи Дієвої армії УНР — з перервою від 18 до 21 березня 1919. Його військо здобуло перемогу у триденному бою проти росіян під час приходу французів. До відповідного рішення Директорії Одеса опинилась у руках українців на чолі з І. Луценком. Помічником генерала Яніва був полковник Генштабу Змієнко Всеволод Юхимович.
Вночі 1 квітня в часі французької окупації Одеси у готелі «Брістоль» начальника штабу отамана Яніва та його ад'ютантів було заарештовано через те, що вони з'явилися одягнені у повну військову форму української армії; через кілька годин їх звільнили за наказом штабу французького командування.
Взимку 1920 року потрапив у більшовицький полон і був розстріляний після кількох невдалих спроб його звільнити.
Робітники-залізничники викрали його тіло та поховали таємно на новій українській ділянці другого христянського цвинтаря. Хоча це було втаємниченим, зібралося багато людей.